# Gesellschaftlicher Verteidiger
Der gesellschaftliche Verteidiger war ein Verfahrensbeteiligter in Strafverfahren in der DDR, der in bestimmten Fällen neben den Strafverteidiger trat.
Der gesellschaftliche Verteidiger hatte eine Charakterisierung des Angeklagten sowie eine Einschätzung der Tat aus Sicht des Kollektivs im Sinne der Verteidigung vorzutragen. Er hatte das Recht, Zeugen und Sachverständige zu befragen und selbständig Anträge zu stellen. Eine von ihm im Namen des Kollektivs vorgeschlagene Bürgschaft konnte zur Strafaussetzung führen. Er stammte meist aus dem Kollegenkreis des Angeklagten.